# Hedwig Porschütz
Hedwig Porschütz (* 10. Juni 1900 in Schöneberg als Hedwig Antonie Völcker alias Völker; † 26. März 1977 in Berlin) war eine deutsche Widerstandskämpferin gegen den Nationalsozialismus, deren Gefängnisstrafe und der ihr unterstellte „wahllose Umgang mit Männern“ zum Anlass genommen wurde, ihr jede Unterstützung und Würdigung zu verweigern. Erst postum wurde sie als Gerechte unter den Völkern geehrt.

## Familie und Leben bis 1941

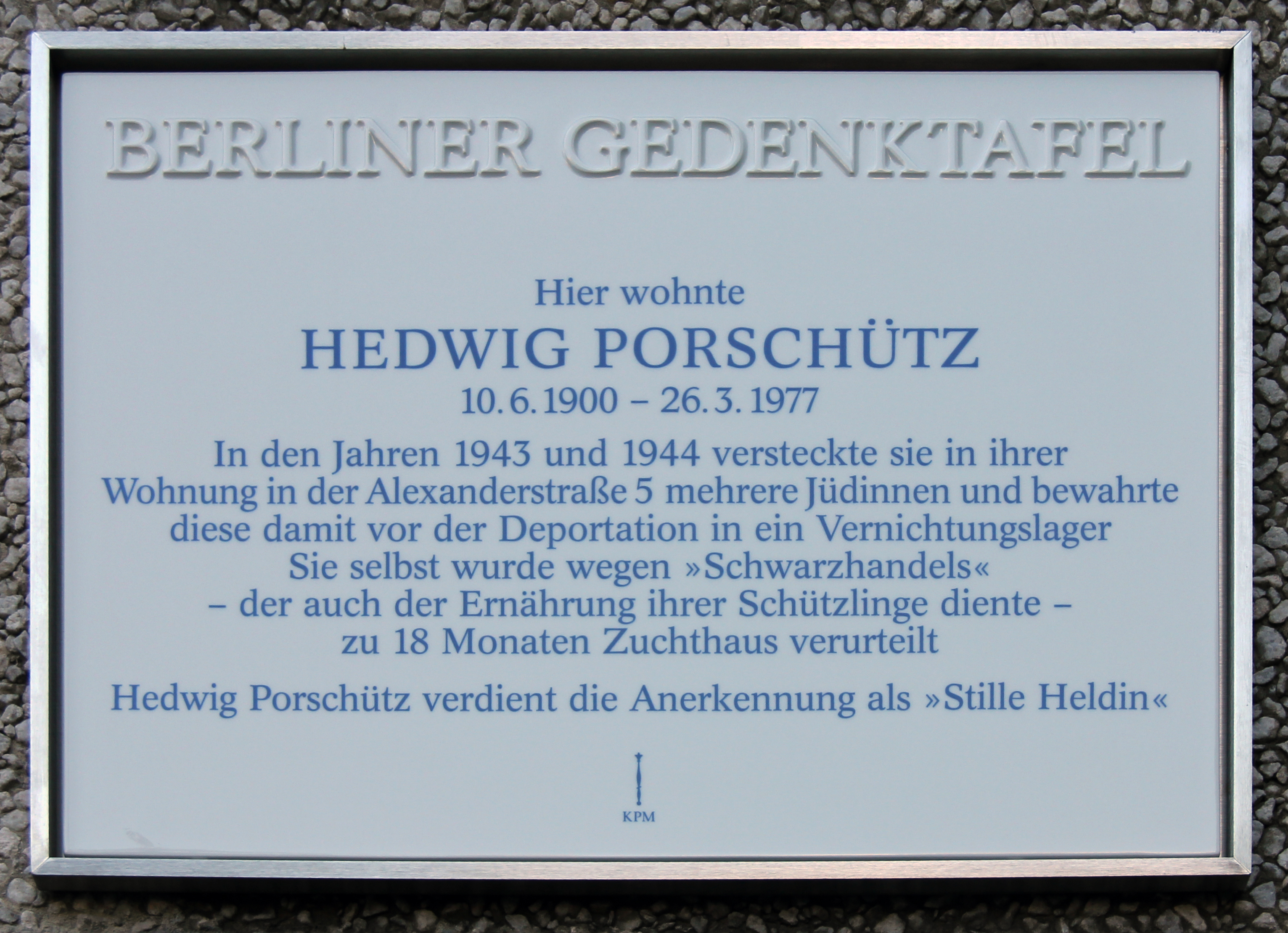
Berliner Gedenktafel am Haus, Feurigstraße 43, in Berlin-Schöneberg

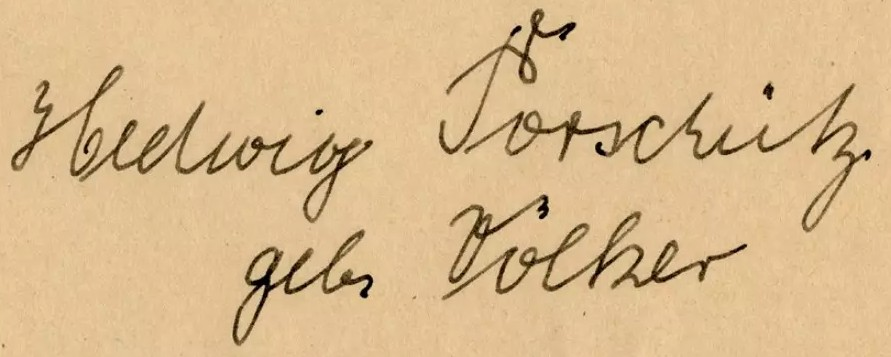
Unterschrift von Hedwig Porschütz (1955)

Porschütz entstammte einfachen Verhältnissen. Der Vater, ein Bierbrauer, starb im Jahr 1937; ihre Mutter Hedwig Völker, geb. Kaschube, ebenfalls eine Stenotypistin, von der sie bei ihrer Untergrundtätigkeit gegen die Nationalsozialisten unterstützt wurde, starb 1956. Nach der Schulentlassung 1914 ging Porschütz auf die Handelsschule und war anschließend als Stenotypistin bei mehreren Firmen beschäftigt, u. a. bei der Photozubehörfabrik Dr. C.A. Schleussner AG in Berlin-Friedenau, später bei der Barmer Krankenkasse und der Lichterfelder Ersatzkasse.
1927 heiratete sie den ein Jahr jüngeren Walter Porschütz (1901–1967), der als Chauffeur und Kellner arbeitete. Das Ehepaar lebte in einer Eineinhalb-Zimmer-Mansarde in der Alexanderstraße 5 gegenüber Berlins Polizeipräsidium. Vermutlich aufgrund von Arbeitslosigkeit ging Porschütz ab etwa 1929 der Prostitution nach, die aber selbst in den Augen der Nazi-Richter des Urteils von 1944 „offensichtlich nicht die Grenze zur meldepflichtigen Prostitution überschritt“.
Das Ehepaar Porschütz geriet durch Handel auf dem „Schwarzen Markt“ in Kreise der Kleinkriminalität. Hedwig Porschütz wurde 1934 wegen Erpressung zu zehn Monaten Gefängnis verurteilt, die im Urteil herangezogenen Paragrafen und „das Strafmaß machen jedoch deutlich, dass es sich dabei nicht um Fälle von „schwerer Erpressung“ gehandelt hatte“. Walter Porschütz galt als „großer Nazi“; das Ehepaar lebte wiederholt getrennt, u. a. auch wegen seiner Einberufung zur Wehrmacht, wo er bis Kriegsende an der Front eingesetzt gewesen sein soll.

## Widerstand und Hilfsaktionen
Etwa seit 1940 stand Porschütz in engem Kontakt zum Fabrikanten Otto Weidt. Es wird angenommen, dass der Kontakt durch Schwarzmarktgeschäfte zustande kam, die Weidt zur Versorgung seiner Schützlinge unternahm. Mit dem Beginn der Deportation der Berliner Juden in die Vernichtungslager ab Herbst 1941 entstand in dessen Bürstenfabrik in der Rosenthaler Straße 39 ein Netzwerk von Menschen, die den von Ermordung bedrohten Juden halfen. Porschütz schloss sich dieser illegalen und mit Todesstrafe bedrohten Hilfeleistung an; aufgrund ihrer Vorstrafe war sie besonders gefährdet. Ihr Mann war bis Kriegsende Soldat, hielt sich daher nicht in Berlin auf und nahm an der Hilfstätigkeit seiner Frau nicht teil.
Anfang 1943 wechselte Porschütz als Stenotypistin den Arbeitsplatz von der Lichtenfelder Ersatzkasse zur Bürstenfabrik Otto Weidt, die er als Blindenwerkstatt betrieb. Dort wurde sie mit Inge Deutschkron, die zeitweilig in der Werkstatt vor der drohenden Deportation als Jüdin geschützt war, bekannt und vertraut. Porschütz übernahm, möglicherweise aufgrund der ihr aus dem Milieu vertrauten Verhältnisse, insbesondere die Beschaffung von Lebensmitteln und anderer erforderlicher Waren auf dem Schwarzmarkt. Da die rationierten Lebensmittel nur mittels staatlich ausgegebener Lebensmittelkarten gekauft werden konnten, über die Juden nur unzureichend und schließlich in der Illegalität gar nicht verfügten, waren sie auf diese Unterstützung durch ungesetzliche Lebensmittelbeschaffung angewiesen. Für Inge Deutschkron und deren Mutter besorgte Porschütz zum Zwecke des Untertauchens zudem gefälschte Papiere. „Hede, wie sie von uns allen genannt wurde, war immer gehetzt, wenn sie ins Büro von Otto Weidt kam“, berichtete Inge Deutschkron: „Keiner war bei diesen Gesprächen dabei, aber wir wussten, dass es mal um Lebensmittel, ein Versteck oder um Papiere ging. Wie Hede das alles besorgen konnte, wusste wohl selbst Otto Weidt nicht“.
„Nicht nur mit ihren Schwarzmarktgeschäften und Quartiersvermittlungen und direkten Lebensmittelverteilungen beteiligte sich Hedwig Porschütz an Weidts Hilfsaktionen“. Sie versteckte auch mehrfach in ihrer Wohnung verfolgte Juden, darunter auch die 1922 geborenen Zwillinge Anneliese und Marianne Bernstein, die Porschütz ihr Überleben verdanken. Von Weidt darauf angesprochen, nahm Porschütz beide in ihre kleine Wohnung auf, versorgte sie mit auf dem Schwarzmarkt beschafften Lebensmitteln und gab sie gegenüber der Hausgemeinschaft als Nichte und deren Freundin aus. Die für die versteckt lebenden Juden besonders gefährlichen Luftangriffe mussten die Geschwister Bernstein in der Wohnung durchleben, weil ein Aufsuchen des Luftschutzraumes bei zunehmender Wiederholung ihre Enttarnung zur Folge gehabt haben würde. Als nach rund sechs Monaten und einer Polizeiaktion in einer benachbarten Wohnung die Lage als zu riskant eingeschätzt wurde, besorgte Porschütz den beiden Schwestern ein neues Versteck in Berlin-Wilmersdorf und versorgte sie weiterhin mit illegal beschafften Lebensmitteln. Anneliese und die seit Kindheit erblindete Marianne Bernstein überlebten; sie emigrierten 1946 in die Vereinigten Staaten, wo Marianne Bernstein 1987 starb und ihre Schwester Anneliese noch bis 1992 lebte.
Zusätzlich zu den Bernstein-Schwestern nahm Porschütz im März 1943 Grete Seelig und deren Nichte Lucie Ballhorn in ihre Mansardenwohnung auf, womit sie zeitweise vier untergetauchte Jüdinnen beherbergte. Zeitweise fanden Seelig und Ballhorn Unterschlupf bei Porschütz’ Mutter in der Fritz-Reuter-Str. 10, wie später auch Leo Seelig. Im Oktober 1943 wurde Lucie Ballhorn verhaftet und im KZ Auschwitz ermordet.
Unter großem Aufwand organisierte Otto Weidt die Versorgung von wenigstens 25 Menschen, die im Ghetto Theresienstadt inhaftiert waren, mit Lebensmittelpaketen, die unter Verwendung zahlreicher fingierter Absender geschickt wurden. Hedwig Porschütz hat allein in einem Monat im Frühjahr 1944 mindestens 6 Pakete mit Lebensmitteln an die Familie Licht geschickt. Von den bedachten Personen überlebten drei; die anderen wurden im Herbst 1944 ins Vernichtungslager Auschwitz-Birkenau deportiert und dort ermordet.

## Verhaftung
„Schon 1943 wurde Porschütz von der Gestapo vernommen, weil sie offenbar verraten worden war. Die Vernehmungen blieben aber ohne Ergebnis, so dass sie wieder auf freien Fuß kam“ – zunächst. Der von Porschütz versteckte Leo Seelig hatte sich 1944 einem sogenannten Greifer, Hermann Rachmann anvertraut, wurde von diesem verraten und in der Wohnung von Porschütz’ Mutter, Hedwig Völker, festgenommen. Sie selbst wurde mehrfach von der Gestapo verhört, mehrfach kamen Greifer zur Durchsuchung in ihre Wohnung, doch Porschütz verriet nichts und niemanden.
Im Mai 1944 wurde ein Bekannter von Porschütz beim Versuch, mit von ihr gefälschten Lebensmittelmarken Speck zu kaufen, festgenommen. In der Folge fand wiederum am 3. Juni 1944 eine Hausdurchsuchung bei ihr statt, bei der illegal beschaffte Zigaretten, Rasierseife, Tüten mit Bonbons und Strümpfe gefunden wurden. Sie wurde vernommen, am 31. August 1944 wurde ein Strafbefehl gegen Hedwig Porschütz erlassen und am 11. September 1944 erfolgte die Festnahme. Die Verhandlung fand am 2. Oktober 1944 vor dem Sondergericht III beim Landgericht Berlin statt, das sie wegen Kriegswirtschaftsverbrechen zu anderthalb Jahren Zuchthaus verurteilte.  Die Tatsache, dass sie die gefälschten Lebensmittelmarken insbesondere zur Versorgung untergetauchter Juden hergestellt und benutzt hatte, war von der Polizei offensichtlich nicht ermittelt worden. Porschütz hatte u. a. zu Protokoll gegeben, sie habe die Fleischmarken von einem in Holland stationierten Soldaten erhalten, der ihr nur mit seinem Vornamen Paul bekannt sei. Im Urteil wurde nun ausdrücklich darauf Bezug genommen, dass sie „gelegentlich Fleischmarken für geschlechtliche Hingabe an Männer erhalten hat“, wie sie es selbst geltend gemacht habe.
Porschütz wurde am 17. November 1944 zunächst in das Frauenzuchthaus Jauer in Schlesien verbracht und bald darauf in das Arbeitslager Zillerthal-Erdmannsdorf überstellt, wo sie am 7. Mai 1945 von Hirschberg aus vor dem Einmarsch der Russen freigelassen wurde. Mit 10,00 Reichsmark musste sie sich nach Berlin durchschlagen, wo sie 4 Wochen später eintraf.

## Nachkriegszeit
Das Haus in der Alexanderstraße war durch Kriegseinwirkung unbewohnbar geworden. Porschütz zog in die Feurigstraße 43 in Berlin-Schöneberg und arbeitete noch einige Monate bei Otto Weidt. Hedwig und der aus dem Krieg heimgekehrte Walter Porschütz waren beide chronisch erkrankt; sie waren verarmt. 1956 stellte Hedwig Porschütz einen Antrag auf Anerkennung als politisch Verfolgte. Der Antrag wurde mit der Begründung abgelehnt, dass ihre Hilfstätigkeit für verfolgte Juden nicht geeignet gewesen sei, das nationalsozialistische Regime politisch zu unterhöhlen. Ferner wurde seitens der Behörde festgestellt, dass Porschütz’ Verurteilung 1944 wegen Kriegswirtschaftsverbrechen „auf ein derartig niedriges sittliches und moralisches Niveau schließen [läßt], daß auch bei einer in diesem Falle sowieso aus sachlichen Gründen nicht erfüllten Voraussetzung für eine Anerkennung diese nicht mehr gegeben wäre. Eine Anerkennung als PrV [politisch oder rassisch Verfolgter] stellt ein Ehrendokument dar und kann nur für entsprechende Persönlichkeiten ausgestellt werden.“ Im ablehnenden internen Vermerk auf Porschütz’ Antrag auf eine Beihilfe aus dem Fonds „Unbesungene Helden“ beim Berliner Innensenator vom Oktober 1958 heißt es: „Frau Porschütz käme für eine Anerkennung aus der Aktion ‚Unbesungene Helden‘ ohne weiteres in Frage, wenn aus der Begründung zum Urteil vom 2. Oktober 1944 nicht hervorginge, daß die Begleitumstände zur Beschaffung der Lebensmittel auf ein derart niedriges sittliches und moralisches Niveau der Frau Porschütz schließen lassen, die nach hiesigem Dafürhalten eine Ehrung durch die Aktion für ausgeschlossen halten lassen. Die Antragstellerin ist in früheren Jahren gewerbsmäßig der Unzucht nachgegangen und hat auch bis zu ihrer Verurteilung im Jahr 1944 trotz ihrer Ehe wahllos Umgang mit fremden Männern unterhalten. Es wird auf die Ausführungen zum Urteil verwiesen. Bei der Beurteilung der Antragstellerin ist außerdem noch zu berücksichtigen, daß sie vor ihrer Verhaftung im Jahre 1934 vom Schöffengericht Berlin wegen vollendeter und versuchter Erpressung in je einem Fall zu 10 Monaten Gefängnis verurteilt wurde und diese Strafe auch verbüßt hat.“ „Aus diesem „Umgang mit fremden Männern“ wurde im Urteil des Sondergerichts ein unsittlicher Lebenswandel abgeleitet, eine Formulierung, die in internen Bemerkungen zu den Anträgen Porschütz’ zur Anerkennung als Politisch Verfolgte bzw. Stille Heldin von 1956 bzw. 1958 übernommen“ und durch den willkürlichen Zusatz des Adjektivs „wahllos“ im Nachherein sogar noch verschärft wurde. Diese Begründung der Ablehnung, quasi die Unwürdigkeit der Antragstellerin, wurde Hedwig Porschütz jedoch nie mitgeteilt, ein Widerspruch war ihr so gar nicht möglich. Eine eigenständige Bewertung und Würdigung der Hilfeleistungen von Hedwig Porschütz durch ihre und die Befragung der von ihr geretteten Überlebenden unterblieb ebenfalls. Die fixierten Ansichten der Nazi-Sondergerichtsbarkeit wurden bruchlos und unhinterfragt übernommen, durch Moralvorstellungen der 1950er und durch Unterlassung der Mitteilung der Begründung noch verschärft.
Zu dieser Ablehnung ihres Antrags steht in Kontrast, dass in der Woche der Brüderlichkeit 1959 der Einsatz von Otto Weidt, für den Porschütz helfend tätig war, lobend erwähnt wurde. Porschütz’ Richter aus dem Jahr 1944, Landgerichtsrat Joachim Wehl, war 1953 wieder in den Justizdienst übernommen worden. Noch 1980 rechtfertigte Wehl seine Urteile, darunter zahlreiche Todesurteile, mit dem Bemerken: „Ich habe mir absolut nichts vorzuwerfen. Harte Zeiten, harte Urteile“.
Hedwig Porschütz hat trotz ihrer gesundheitlichen Beeinträchtigungen in den 1960er bis Anfang der 1970er Jahre als Verkäuferin in einem Zeitungskiosk auf der Schmargendorfer Brücke gearbeitet. Am 26. März 1977 starb sie verarmt als Sozialfall in einem Berliner Altersheim. Ihre Grabstelle auf dem alten Dorfkirchhof in Schöneberg wurde 2000 aufgehoben. Von Hedwig Porschütz existiert kein Bild.

## Postume Würdigung
Am 3. Juni 2011 wurde das Urteil gegen Hedwig Porschütz von der Staatsanwaltschaft Berlin aufgehoben. Im Aufhebungsbeschluss wird festgestellt, dass die Richter des Sondergerichts „sich nicht als Rechtsanwender, sondern als Bestandteil einer ‚Kampftruppe‘ und als politische Kämpfer für Hitler [begriffen]. Die ‚Recht‘-sprechung diente nicht der Wahrung des Rechts, sondern der Erfüllung des ‚Führerwillens‘“.
Im November 2010 wurde Hedwig Porschütz im Rahmen des Berliner Gedenktafelprogramms geehrt, neben ihrem Namen und den Lebensdaten führt die Tafel an ihrem ehemaligen Wohnhaus den Text:

„In den Jahren 1943 und 1944 versteckte sie in ihrer Wohnung in der Alexanderstraße 5 mehrere Jüdinnen und bewahrte diese damit vor der Deportation in ein Vernichtungslager.“

Die Berliner Gedenktafel wurde am 13. November 2012 an ihrem ehemaligen Wohnhaus, Feurigstraße 43, in Berlin-Schöneberg angebracht.
Die israelische Holocaust-Gedenkstätte Yad Vashem zeichnete Hedwig Porschütz zusammen mit ihrer Mutter Hedwig Völker, geb. Kaschube als Gerechte unter den Völkern aus. Im Juni 2015 fand in der Gedenkstätte Stille Helden in Berlin eine Gedenkveranstaltung für sie statt, bei der auch Gesandte Israels an ihren Einsatz zur Rettung von Menschenleben erinnerten.
Im Februar 2018 beschloss die Bezirksverordnetenversammlung (BVV) Berlin-Mitte, eine Straße im Neubaugebiet nördlich vom Berliner Hauptbahnhof nach Hedwig Porschütz zu benennen, falls dort der Bedarf für eine neue Straße besteht. Später im selben Jahr wurde eine neugebaute Straße in diesem nordöstlichen Teil der Europacity tatsächlich nach ihr benannt. Die Hedwig-Porschütz-Straße liegt parallel zum Otto-Weidt-Platz in nördlicher Richtung an der Heidestraße, von der sie hufeisenförmig an zwei Stellen nach Osten abzweigt. Die Straßenschilder an beiden Abzweigungen enthalten Tafeln mit der biographischen Angabe „Hedwig Porschütz, geb. 1900, gest. 1977. Unterstützte als Mitarbeiterin der Blindenwerkstatt von Otto Weidt dessen Hilfsnetzwerk für verfolgte Jüdinnen und Juden“.